# Liknes
Liknes ist eine Ortschaft in der norwegischen Kommune Kvinesdal in der Provinz (Fylke) Agder. Der Ort stellt das Verwaltungszentrum von Kvinesdal dar und hat 2649 Einwohner (Stand: 1. Januar 2024).

## Geografie
Liknes ist ein sogenannter Tettsted, also eine Ansiedlung, die für statistische Zwecke als eine städtische Siedlung gewertet wird. Der Ort liegt rund 25 km östlich der Stadt Flekkefjord. Im Ort mündet der Fluss Litleåne in die Kvina. Die Kvina fließt aus dem Norden auf den Ort zu, die Litleåna aus dem Nordosten. Von Liknes aus fließt die Kvina weiter Richtung Südwesten und mündet schließlich in den Fedafjord.

## Geschichte
Zu Beginn des 20. Jahrhunderts bestand für einige Jahre die Kommune Liknes. Am 1. Januar 1900 wurde die damalige Kommune Kvinesdal in die Kommunen Feda und Liknes aufgespalten. Im Jahr 1917 wurde die Gemeinde Liknes in Kvinesdal umbenannt, ohne dass es zu Grenzänderungen kam. Zu Beginn des Jahres 1963 wurden die beiden Kommunen Feda und Fjotland nach Kvinesdal eingemeindet.
Im Jahr 2000 führte das norwegische Statistikamt Statistisk sentralbyrå (SSB) Liknes mit 2041 Einwohnern auf einer Fläche von 2,11 km².

## Verkehr
Durch den Ort führt der Fylkesvei 465. Dieser verläuft weitgehend parallel zur Kvina und stellt Richtung Süden die Verbindung zur Europastraße 39 (E39) her. Ebenfalls von Liknes zur E39 führt der Fylkesvei 461, der im Gegensatz zum Fylkesvei 465 jedoch nicht der Kvina in den Südwesten folgt, sondern Richtung Südosten verläuft. Aus dem Tal der Litleåna im Nordosten führt der Fylkesvei 4166 nach Liknes. Die Bahnlinie Sørlandsbanen verläuft einige Kilometer nördlich von Liknes, wo sie in Storekvina einen über den Fylkesvei 465 erreichbaren Haltepunkt hat.

## Religion
In Liknes liegt die Kvinesdal kirke, eine Holzkirche aus dem Jahr 1837. Sie wurde nach einem Standardentwurf des Architekten Hans Ditlev Franciscus von Linstow erbaut und ersetzte eine Kirche aus dem Jahr 1623. Das Gebäude hat einen achteckigen Grundriss und rund 430 Sitzplätze. Bei Liknes befindet sich zudem der Hauptsitz der international tätigen christlichen Missionsstiftung Troens Bevis Verdens Evangelisering, die zur Pfingstbewegung gerechnet wird. Sie wurde 1965 von Aril Edvardsen gegründet. Im Besitz der Organisation ist die bei Liknes gelegene Halle Sarons Dal, die bis zu 4000 Personen fasst.